# لوک هریس
لوک هریس (انگلیسی: Luke Harris؛ زادهٔ ۴ مارس ۲۰۰۵) بازیکن فوتبال اهل ولز است.
وی همچنین در تیم‌های ملی فوتبال زیر ۱۷، ۱۸ و ۱۹ سال ولز بازی کرده‌است.